# Comunicazione filosofica (Kierkegaard)
La comunicazione filosofica, come questione riguardante il modo di comunicare la filosofia, è un originale aspetto della riflessione del filosofo danese Søren Kierkegaard.

## La comunicazione filosofica in Kierkegaard
(Søren Kierkegaard, "Opere" a cura di C. Fabro, Firenze 1972)

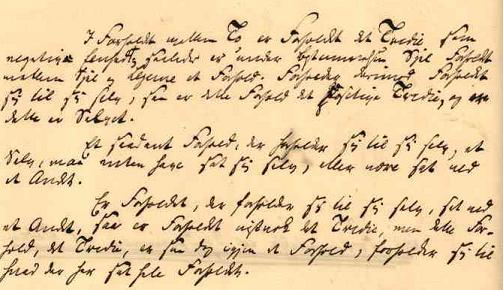
Frammento del manoscritto de "La malattia mortale".

Ad occuparsi in modo particolare del problema della comunicazione filosofica fu Kierkegaard che riprendeva la questione lasciata aperta da Socrate, colui che considerava il suo maestro di vita. Egli cioè si poneva il problema di conservare il carattere dialogico della dottrina socratica in opere scritte e nello stesso tempo operare attraverso questa comunicazione una modificazione d'esistenza.
La natura contestatrice e per così dire rivoluzionaria di Kierkegaard si manifesta non solo nella sua lunga battaglia, dove impegnò anche le sue modeste risorse economiche, contro la Chiesa luterana danese accusata da lui di una borghese burocratizzazione e mondanizzazione che la portava a deformare e tradire l'originale messaggio cristiano, ma anche contro la filosofia accademica del suo tempo.  
In fondo anche l'uso del paradosso che fa il pensatore danese nell'esposizione del suo pensiero è un modo per andare contro l'opinione comune dei benpensanti, è un "guanto di sfida": il suo fine non è solo di far cogliere la razionalità nell'apparente assurdità di certe contraddizioni logiche ma anche quello di "epater les bourgeois", stupefare i borghesi come cantavano durante la Rivoluzione francese.
La filosofia, pertanto, secondo Kierkegaard, non può limitarsi a un aspetto puramente astratto e definitorio, non deve rimanere in superficie ma deve incidere nel profondo non solo di chi l'ascolta ma anche di chi la esprime e, in un certo senso, l'impersona.
Una filosofia che è anche pratica di vita, dunque, com'è stato per i suoi due grandi modelli di riferimento: Cristo e Socrate. Ambedue con la loro parola hanno trasformato la vita di chi li ascoltava e ambedue hanno impegnato la loro vita sino alla morte per mantenersi fedeli a quanto sostenevano. La loro era una comunicazione d'esistenza. 

## Pensiero e comunicazione
Nell'intento di operare una sintesi che mantenesse i vantaggi sia della comunicazione orale socratica sia di quella scritta platonica, Kierkegaard divise la sua produzione filosofica in tre modalità di comunicazione:
- la comunicazione diretta è utilizzata per quelle opere di contenuto religioso che vengono pubblicate a sua firma;
- la comunicazione indiretta: tutte le grandi opere che vengono pubblicate sotto pseudonimo;
- gli scritti non destinati alla pubblicazione come il Diario.

Lo pseudonimo era stato un espediente della letteratura romantica sotto cui si nascondeva la vera identità dell'autore che, per vari motivi, voleva rimanere nascosto al pubblico dei lettori.
In Kierkegaard lo pseudonimo, come per primo ha ravvisato lo studioso Gregor Malantschuck, assume tutt'altro valore e significato. Come dice lo stesso Kierkegaard lo scopo è quello di mettere in scena una sorta di "teatro delle maschere" di cui è il burattinaio lo stesso filosofo . Ogni opera ha indicato come autore un nome originale e significativo che vuole alludere allo stesso contenuto dell'opera, come ad esempio: l'autore della Postilla conclusiva non scientifica, indicato come "Climacus", mentre l'autore de La malattia mortale è "Anti-Climacus". Qui i due pseudonimi vogliono rimandare evidentemente a contenuti dove si dibattono tesi contrastanti. Lo scopo è quello di rendere le opere stesse veri e propri "personaggi" che dialogano tra loro, magari sostenendo argomenti contrapposti. Ogni nome è quindi una chiave d'interpretazione dell'opera, è una maschera di Kierkegaard che fa dialogare i suoi finti autori da un'opera all'altra.
Questa è quindi una comunicazione indiretta, una comunicazione d'esistenza, dove la verità viene offerta al lettore che la dovrà scegliere tra le varie opere impegnando nella scelta se stesso e la sua esistenza.
Ma lo scopo degli pseudonimi è anche quello di riprodurre la caratteristica "ironia" socratica. Come Socrate che "sapeva di non sapere" prima ancora che si iniziasse un dialogo con il suo interlocutore, ma fingeva di "non sapere", presentandosi come ignorante, per non mettere a disagio chi dialogava con lui, ma soprattutto perché voleva che anch'egli arrivasse liberamente alla sua professione di ignoranza, così Kierkegaard vuole non far apparire i suoi convincimenti e non identificarsi con quelli delle "maschere". In questo modo ogni pseudonimo può rappresentare liberamente una "possibilità d'esistenza" . Tutte queste possibilità esistenziali sono vissute da Kierkegaard come presenti in lui, ma egli non aderisce pienamente a nessuna di esse.

## La polemica sulla comunicazione
Lo spirito contestatore di Kierkegaard è ben evidente anche nella sua polemica diretta contro la comunicazione, oggi diremo, di massa. L'accusa è quella di essere totalmente falsa non tanto perché i contenuti di questa comunicazione diretta a più individui sia più o meno vera, quanto perché nel rapporto tra chi emette la comunicazione e chi la riceve c'è una situazione di "anonimato". Nella "modernità", sostiene Kierkegaard, anche chi firma regolarmente il suo articolo, sia esso un giornalista o un pensatore non è mai "in carattere": egli cioè "non reduplica" ciò che dice nell'esistenza, e "reduplicare vuol dire essere ciò che si dice". Kierkegaard accusa la comunicazione "moderna" di voler mantenere un atteggiamento di distacco, di orgogliosa obiettività, di mancato coinvolgimento esistenziale in ciò che si scrive. 
Compito del comunicatore deve essere al contrario quello di conformare la sua esistenza a quanto egli afferma e scrive. Bisogna quindi "reduplicare " la parola come hanno fatto Cristo e Socrate il cui "merito infinito è precisamente di essere stato un pensatore esistente, non uno speculante che dimentica ciò che è l'esistere".
Nella stessa condizione di anonimato si trova chi riceve la comunicazione. Con lo sviluppo della stampa, ormai tutto ciò che si scrive viene diretto al "pubblico" ma "il pubblico è un astratto che non esiste". Kierkegaard ha evidentemente colto la trasformazione propria della società del suo tempo: egli percepisce il fenomeno ancora indistinto della massificazione che si manifesterà pienamente nel corso della prima guerra mondiale. Ormai all'opinione pubblica formata da una borghesia più o meno colta, consapevole delle proprie idee, che spesso condiziona il potere politico si sta sostituendo una massa anonima ed indistinta che riceve passivamente la comunicazione, se ne fa strumentalizzare e diventa vittima passiva di chi ha il potere, di chi controlla la comunicazione agendo sulle passioni e i sentimenti. 
La massa si conforta nel suo numero, si sente sicura solo quando ciò che pensa lo pensano anche gli altri poiché "la maggior parte degli uomini non ha paura di avere un'opinione errata, bensì di averne una da sola".

## L'appropriazione della verità
La comunicazione indiretta è dunque secondo Kierkegaard l'unica che può arrivare alla persona e questo lo si può fare "portando degli Io in mezzo alla vita. Perché il nostro tempo manca completamente di uno che dice: Io. Tali Io [ gli pseudonimi ] sono ora bensì degli Io poetici, ma sono comunque sempre qualcosa".  La comunicazione vera è dunque quella non del privato al pubblico, ma del singolo al singolo, dell'esistente all'esistente. Gli uomini devono diventare "attenti alla verità". La verità è "l'autoattività dell'appropriazione" . Come Socrate con il suo dialogo "inconcludente", così Kierkegaard non scrive mai "l'ultimo paragrafo che conclude il sistema" . Filosofare per lui è fare domande, non dare risposte. Il singolo lettore dovrà porsi davanti il quadro delle varie possibilità d'esistenza rappresentate nelle opere e "come in uno specchio" riconoscersi o meno in una sola di queste. Avrà forse la sorpresa di cogliere un aspetto nuovo di se stesso; il suo spirito si risveglierà, "colpito alle spalle" da questa nuova verità su se stesso.
"Tutta la mia feconda attività di scrittore – dice Kierkegaard – si riduce a quest'ultimo pensiero: colpire alle spalle , stupire, sorprendere, scuotere chi viveva nell'ovattata illusione di una vita lontana dall'esistenza.

## La comunicazione comunitaria e lo Spirito
Concordando con Lutero, Kierkagaard afferma che solo Cristo può liberare con la sua grazia l'uomo dal peccato originale e dal peccato proprio.
Tuttavia, il rapporto col divino non consiste in un isolarsi dalla comunità per relazionarsi con un Dio trascendente.
Secondo Kierkegaard Dio è presente in mezzo agli uomini come Spirito. In Briciole parla di un "Dio che è qui" nel mondo e nell'umano; in Timore e tremore parla di un "sacro vincolo che unisce l'umanità"; ne Il concetto dell'angoscia parla di un'"onnipresenza" divina. Lo Spirito è l'elemento che connette gli esseri umani e fonda una comunità umana. Una volta che Cristo l'ha liberato dal peccato, l'uomo scopre grazie a Lui la propria essenza e, dalla Rivelazione, di portare in sé un aspetto sociale: non per la prosecuzione della specie umana con la procreazione, ma perché può scegliere di contribuire con le sue azioni, ad edificare una comunità insieme agli altri uomini e per loro, agendo secondo la volontà di Cristo.